# Charles Somerset, I conte di Worcester
Charles Somerset (1460 – 15 marzo 1526) è stato un nobile inglese, primo conte di Worcester.

## Biografia
Era figlio naturale di Henry Beaufort, III duca di Somerset e della sua amante Joan Hill.
Si sposò tre volte:
- la prima volta, il 2 giugno 1492 con Elizabeth Herbert, III baronessa Herbert, figlia di William Herbert, II conte di Pembroke, II Barone Herbert; grazie a questo matrimonio Charles ricevette il titolo di Lord Herbert. Dalla prima moglie ebbe due figli:
  - Henry Somerset, II conte di Worcester[3];
  - Elizabeth, moglie di Sir John Savage, e poi di Sir William Brereton.
- la seconda volta con Elizabeth West, figlia di Sir Thomas West, VIII Barone de la Warr; dalla seconda moglie ebbe tre figli:
  - Charles
  - George
  - Mary Somerset di Worcester, moglie di William Grey, XIII Barone Grey de Wilton e poi di Robert Carre.
- la terza volta con Eleanor Sutton, figlia di Edward Sutton, II signore di Dudley[4].

Il 1º febbraio 1514 venne creato primo conte di Worcester. Precedentemente fu investito cavaliere dell'ordine della giarrettiera intorno al 1496. Altri titoli ricevuti furono: Lord Ciambellano della famiglia di Enrico VIII d'Inghilterra. Come Lord Ciambellano, Somerset fu responsabile della preparazione del Campo del Drappo d'Oro.
Somerset morì il 15 marzo 1526 e venne tumulato insieme alla prima moglie nella Saint George's Chapel.